# Вронкур
Вронку́р (фр. Vroncourt) — коммуна во французском департаменте Мёрт и Мозель, региона Лотарингия. Относится к  кантону Везелиз.

## География
Вронкур расположен в 27 км к югу от Нанси. Соседние коммуны: Везелиз на севере, Кевиллонкур на северо-востоке, Форсель-Сен-Горгон на юге, Этреваль на юго-западе, Оньевиль на северо-западе.

## Демография
Население коммуны на 2010 год составляло 257 человек.
| 1962 | 1968 | 1975 | 1982 | 1990 | 1999 | 2010 |
| ---- | ---- | ---- | ---- | ---- | ---- | ---- |
| 148  | 134  | 130  | 133  | 138  | 130  | 257  |

## Достопримечательности
- Музей сельского хозяйства расположен во Вронкуре на одной из старых ферм. Здесь представлены история механизации сельского хозяйства, транспорта, ремёсел.